# Milionia chrysolena
Milionia chrysolena är en fjärilsart som beskrevs av Max Joseph Bastelberger 1911. Milionia chrysolena ingår i släktet Milionia och familjen mätare. Inga underarter finns listade i Catalogue of Life.